# Cantenac
Cantenac – miejscowość i dawna gmina we Francji, w regionie Nowa Akwitania, w departamencie Żyronda. W 2013 roku populacja gminy wynosiła 1377 mieszkańców.
W dniu 1 stycznia 2017 roku z połączenia dwóch ówczesnych gmin – Margaux oraz Cantenac – utworzono nową gminę Margaux-Cantenac. Siedzibą gminy została miejscowość Margaux.
Obszar miejscowości jest częścią apelacji winiarskiej AOC Margaux.